# توم أشلي
توم أشلي (بالإنجليزية: Tom Ashley)‏ هو ركوب الأمواج ‏ نيوزلندي، ولد في 11 فبراير 1984 في أوكلاند في نيوزيلندا.

## وصلات خارجية
- توم أشلي على موقع الاتحاد الدولي للملاحة الشراعية (موقع جديد) (الإنجليزية)
- توم أشلي على موقع الاتحاد الدولي للملاحة الشراعية (موقع قديم) (الإنجليزية)
- توم أشلي على موقع اللجنة الأولمبية الدولية (الإنجليزية)
- توم أشلي على موقع أوليمبيديا (الإنجليزية)
- توم أشلي على موقع اللجنة الأولمبية النيوزيلندية (الإنجليزية)